# Вакцинальна дипломатія

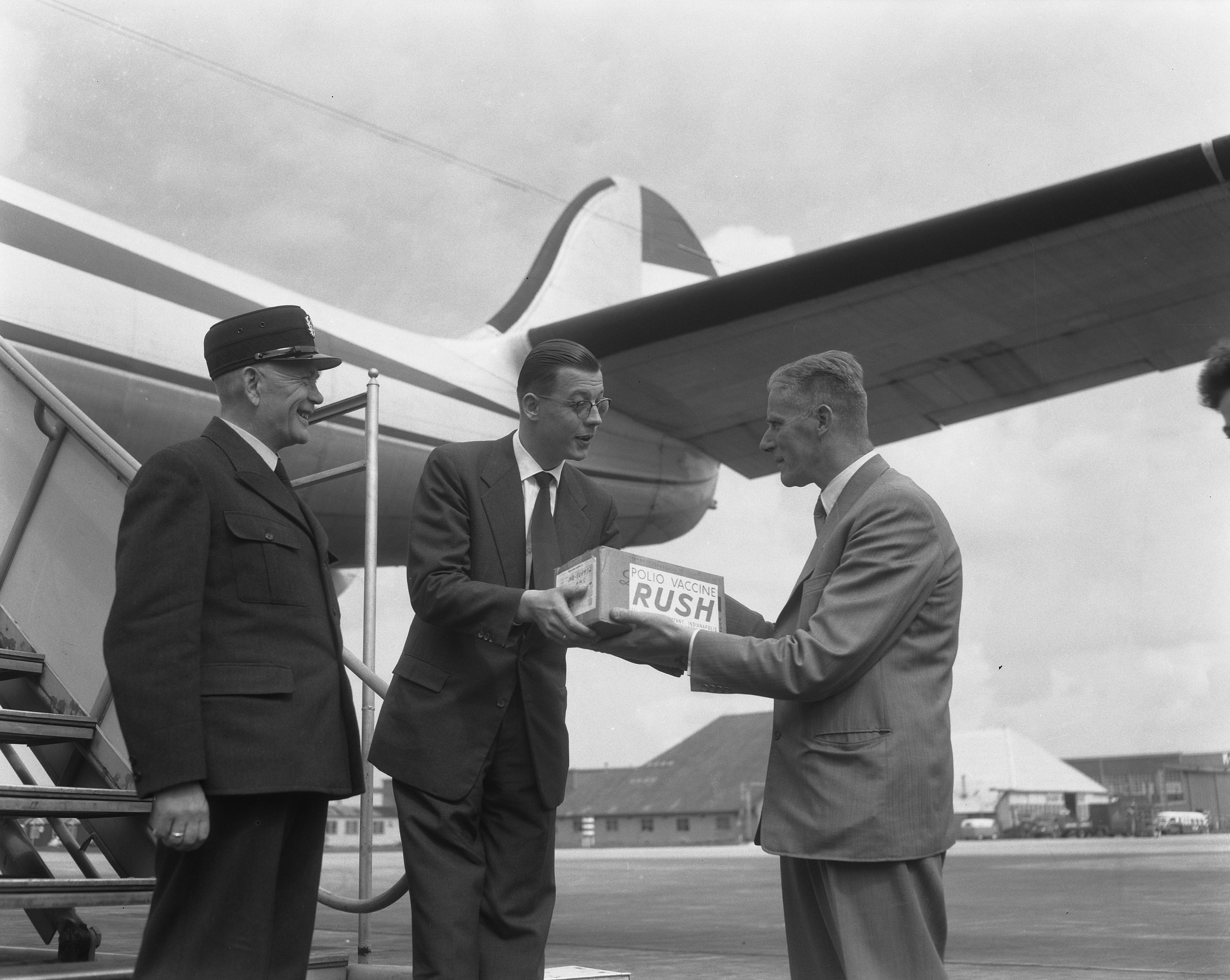
Прибуття вакцини Солка проти поліомієліту зі Сполучених Штатів в амстердамський аеропорт Схіпхол у 1957 році

Вакцинальна дипломатія — це форма медичної дипломатії, що означає застосування вакцин для покращення дипломатичних відносин країни та впливу на інші країни. Водночас вакцинальна дипломатія також означає набір дипломатичних заходів, вжитих для забезпечення доступу до найкращих зразків у розробці потенційних вакцин, для посилення двосторонньої та/або багатосторонньої співпраці між країнами у проведенні спільних досліджень і розробок, і, у разі оголошення початку виробництва забезпечення підписання договору на закупівлю вакцини в найкоротший термін. Хоча в основному цей термін поширюється в контексті постачання вакцин проти COVID-19, він також відіграв певну роль у розповсюдженні вакцини проти віспи.

## Рання історія вакцинальної дипломатії
Дослідники визначили, що вакцинальна дипломатія відбувалася ще з першої вакцини, вакцини Едварда Дженнера від віспи. Її також було виявлено в появі в СРСР вакцини Альберта Сабіна проти поліомієліту. ООН також виступила посередником у припиненні вогню для проведення кампаній вакцинації, як, наприклад, з талібами в Афганістані.

## Під час пандемії COVID-19

### Австралія
Австралія пообіцяла забезпечити швидкий доступ до вакцин проти COVID-19 «для країн нашої тихоокеанської родини, а також регіональних партнерів у Південно-Східній Азії», щоб допомогти їм боротися з поширенням COVID-19.

### Китай
Вакцина компанії «Sinopharm» BBIBP-CorV використовується для щеплень у деяких країнах Азії, Африки, Південної Америки та Європи. Компанія «Sinopharm» мала намір виробити один мільярд доз вакцини BBIBP-CorV у 2021 році, і поставила 200 мільйонів доз до травня 2021 року.
Вакцина Коронавак використовувалася для вакцинації в деяких країнах Азії, Південної Америки, Північної Америки, та Європи. Компанія «Sinovac Biotech» мала виробничу потужність у 2 мільярди доз на рік, і постачала 600 мільйонів доз вакцини.
Вакцина «Convidecia» використовується для вакцинації в деяких країнах Азії, Європи та Латинської Америки. Виробнича потужність для вакцини «Ad5-NCov» повинна досягти 500 мільйонів доз у 2021 році.
Китай пообіцяв виділити 2 мільярди доларів США на підтримку зусиль ВООЗ щодо програм боротьби з COVID-19, кредит на 1 мільярд доларів США, щоб зробити свою вакцину доступною для країн Латинської Америки та Карибського басейну, а також надати 5 країнам Південно-Східної Азії пріоритетний доступ до вакцини. Вакцина «BBIBP-CorV» і «Коронавак» були схвалені ВООЗ як частина COVAX. До липня 2021 року Глобальний альянс з вакцин підписав попередні угоди про закупівлю 170 мільйонів доз вакцини «BBIBP-CorV», 350 мільйонів доз «Коронавак» і 414 мільйонів доз SCB-2019, ще однієї вакцини проти COVID-19 у III фазі клінічних досліджень.
Усі ці дії були складовою реалізації китайської стратегії «дипломатії в масках», коли держава розповсюджувала медичні препарати, включно з вакцинами проти COVID-19, і надавала фінансову підтримку іншим європейським країнам, намагаючись відновити імідж країни, який до недавнього часу був зневажливий та навіть ганебний, оскільки Китай підозрювався в неефективних заходах проти поширення хвороби та приховуванні масштабів епідемії. З іншого боку, ці дії продемонстрували, що Китай є прагматичним, самостійним вирішувачем проблем, готовим встановлювати альянси з іншими націями, що суперечать ізоляціоністській політиці Сполучених Штатів. Крім того, Китай використовував цю можливість, щоб дистанціюватися та навіть змінити наратив щодо початку COVID-19, просуваючи свої успіхи на основі своєї політичної моделі порівняно із Заходом.

### Індія

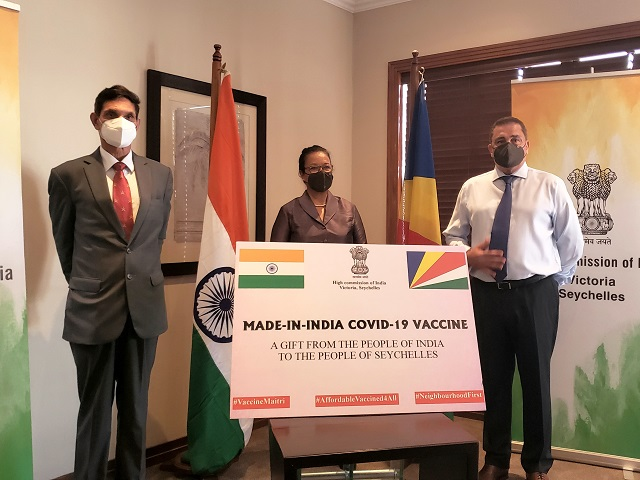
Індія відправила вакцину проти COVID-19 на Сейшельські острови в рамках програми «Vaccine Maitri».

До кінця березня 2021 року Індія виготовила 125 мільйонів доз вакцин проти COVID-19 і експортувала 55 мільйонів доз вакцини. 84 країни отримали вакцини з Індії через COVAX, гранти або регулярні закупівлі.
Індія надіслала мільйони доз вакцини проти COVID-19 до 95 країн, включаючи сусідні Бутан, Афганістан, Непал, Бангладеш, Шрі-Ланку, М'янму та Мальдіви. Індія також постачала вакцини до Пакистану в рамках ініціативи COVAX.
Під час другої хвилі епідемії COVID-19 в Індії програму «Vaccine Maitri» призупинили до липня 2021 року внаслідок збільшення кількості випадків COVID-19 в Індії. Станом на 29 травня 2021 року Індія експортувала 66,4 мільйона доз вакцини, включаючи 10,7 мільйона доз, наданих як грант більш ніж 95 країнам.
Міністерство охорони здоров'я Індії повідомило, що країна відновить експорт вакцин проти COVID-19 у рамках ініціатив «COVAX» та «Vaccine Maitri» до жовтня 2021 року, обіцяючи збільшення поставок, яке відбудеться напередодні переговорів на високому рівні щодо усунення нерівності щодо вакцин, а керівник Всесвітньої організації охорони здоров'я Тедрос Аданом Гебреїсус привітав рішення Індії відновити експорт вакцини проти COVID-19 як «важливу подію» на підтримку мети досягти 40-відсоткового рівня вакцинації в усіх країнах до кінця року.

### Мексика
Міністр закордонних справ Мексики Марсело Ебрард оголосив про домовленості з «CanSino Biologics» і «Walvax» про проведення клінічних досліджень вакцин з Китаю з можливістю виробництва вакцин у Мексиці. Марсело Ебрард також оголосив про домовленості з «Johnson & Johnson» про дослідження розробленої в США вакцини в Мексиці.

### Японія
У липні 2020 року Японія погодилася надати 11,6 мільярда єн (109 мільйонів доларів США) 5 країнам уздовж річки Меконг: Камбоджі, Лаосу, М'янмі, Таїланду та В'єтнаму через стурбованість впливом Китаю на виробництво та розповсюдження вакцин в Азії.

### Росія
Росія, яка першою з країн заявила про наявність у неї вакцини проти COVID-19, «Спутник V», повідомила, що 20 країн, включаючи Бразилію, Індонезію та Об'єднані Арабські Емірати, подали запити на постачання цієї вакцини.

### Туреччина
Туреччина передала або подарувала вакцину «Коронавак» до Азербайджану, Боснії і Герцеговини, Північного Кіпру та Північної Македонії.

### США
Під час президентства Трампа міністр охорони здоров'я та соціальних служб Алекс Азар заявив, що США поділяться вакциною з іншими країнами лише після того, як будуть задоволені потреби Сполучених Штатів. США профінансували та розмістили багатомільярдні замовлення на закупівлю сотень мільйонів вакцин у британсько-шведської фірми «AstraZeneca» та німецької компанії «BioNTech» у співпраці з американською фірмою «Pfizer». США запропонували Індонезії розробку вакцини під час телефонної розмови між Майком Помпео та Ретно Марсуді в серпні 2020 року.
Адміністрація Джо Байдена пообіцяла фінансувати виробництво вакцин у різних країнах, повідомивши на саміті чотирьох країн у березні 2021 року, що до кінця 2022 року вона забезпечить постачання до одного мільярда вакцин проти коронавірусу по всій Азії разом з Індією, Австралією та Японією. Експортна політика Сполучених Штатів щодо вакцин була розкритикована виданням «The Independent» як «вакцинальний апартеїд».

### Європейський Союз
Британську компанію «AstraZeneca» звинуватили у тому, що вона надає перевагу ринку Великої Британії та тому, що її виробництво вакцини в ЄС відстає від виробництва у Великій Британії. Дипломатичні протести ірландської та британської сторін вирішили проблему, і погрози було відкликано. У березні 2021 року ЄС планував знову призупинити експорт вакцин, щоб стимулювати Велику Британію експортувати вироблені в країні вакцини.

### Вакцинальний націоналізм
Нерівномірний розподіл виробництва та закупівлі вакцин призвів до побоювань щодо «вакцинального націоналізму», коли розвинені країни отримають вигоду від виробництва власної вакцини, а бідніші країни не отримають доступу до вакцини якнайшвидше, що зрештою продовжить пандемію. Подібне явище спостерігалося під час пандемій грипу H1N1 та епідемії гарячки Ебола. Під час пандемій, на думку низки оглядачів, ведеться «дипломатична гонка… за потенційними вакцинами».
Інше занепокоєння полягає в тому, що заможніші країни отримають пріоритетний доступ до вакцин відповідно до їх платоспроможності. З метою протидії такому розвитку подій було створено програму COVAX. У 2021 році спостерігався нерівний розподіл вакцин за принципом вакцинального націоналізму між країнами з високим, середнім і низьким рівнем доходу. Дослідження, проведене в серпні 2021 року, дійшло висновку, що така поведінка призвела до збільшення передачі COVID-19, особливо тому, що вона сприяє розвитку варіантів COVID-19.

### Можлива співпраця між країнами
На початку серпня 2020 року міністр закордонних справ Малайзії Хішаммуддін Хусейн повідомив у Twitter, що він говорив як з міністром закордонних справ Китаю Ван Ї, так і з держсекретарем США Майком Помпео про подальші напрямки співпраці в розробці вакцин.

## Додаткові джерела
- Hotez, Peter J. (2 березня 2021). Preventing the Next Pandemic: Vaccine Diplomacy in a Time of Anti-science (англ.). JHU Press. ISBN 978-1-4214-4038-5.